# 塩谷教綱
塩谷 教綱（しおのや のりつな）は、下野国塩谷郡の武将。

## 略歴
下野国塩谷郡の国人領主、居城を川崎城とする塩谷秋綱の子として生まれる。応永30年（1423年）8月9日、主君である宇都宮持綱を狩猟に誘い、自国領である幸岡（幸賀・こうか、現栃木県矢板市大字幸岡）の地で殺害する。これは、宇都宮氏の家督相続の政争に敗れた教綱が、これを恨み、当時宇都宮持綱と対立していた鎌倉公方足利持氏と通じて起こした謀反であった。
この事件以降、宇都宮氏と塩谷氏は対立する。教綱は、事件の後、宇都宮氏の居城である宇都宮城を勢力下においたが、永享10年（1438年）に宇都宮城を宇都宮等綱に奪還され、教綱の後ろ盾であった足利持氏が足利将軍家の家督相続争いに敗れ、永享11年（1439年）2月10日に永享の乱に敗れて自害し、鎌倉公方が事実上滅亡すると教綱の勢いは衰退していく。
康正2年（1456年）、足利持氏の子成氏が宇都宮城を包囲して落城させると、宇都宮等綱が宇都宮城から落ち延び、その子明綱が成氏の擁立により宇都宮氏の家督を継ぐと、宇都宮氏は成氏方となり、教綱の勢いも再び盛り返したかのように見えたが、長禄2年（1458年）5月8日、宇都宮氏の計略により宇都宮城に入ったところを襲われ、殺害される。この時、宇都宮等綱は、奥州白河にいて存命しており、反成氏方として暗躍、またこの年（あるいは前年の長禄元年（1457年））、成氏と対立する室町幕府が、新たな関東公方として足利政知を下向させており、これらの勢力の連携による計略により、暗殺されたものと考えられている。
享年53。

## 教綱の家督相続の時期について
教綱が宇都宮持綱を殺害したのは、18歳（数え年。以降も同じ）の時であるが、この時、父の秋綱は34歳、祖父の光綱も53歳で健在であり、殺害の当事者は教綱であった事は間違いないが、家督を継いでいたものとは考え難く、主謀は、父の秋綱、あるいは祖父の光綱であったと考えられている。家督を継いだ時期については、少なくとも祖父の光綱が没する文安5年（1448年）3月28日以降、秋綱が没する享徳2年（1453年）4月11日以前の事だと考えられているが、具体的には特定出来ない。

## 参考資料
- 『矢板市史』
- 『ふるさと矢板のあゆみ』
- 『喜連川町史』
- 『氏家町史』
- 『塩谷町史』